# Melicado de Jaraberde

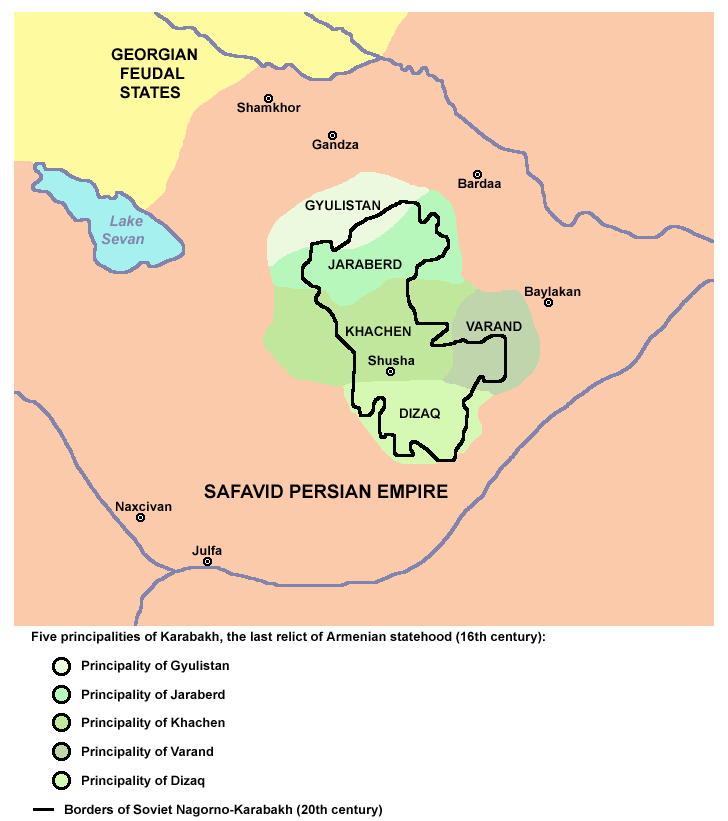
Melicados de Carabaque (séc. XVI)

Melicado de Jaraberde (em armênio/arménio:  Ջրաբերդի մելիքություն, transl. Jraberdi melik’ut’yun) foi um principado armênio no norte da ascar de Artsaque, no gavar de Jaraberde (final do século XVII - início do século XIX).

## História

### Final da Idade Média
O Melicado de Jaraberde fazia parte do Vilaiete de Carabaque (1524-1722). Após a luta de libertação de Artsaque em 1724-1731, fez parte de uma entidade armênia independente, a União dos Melicados de Camsa, e depois entrou no Canato de Carabaque (1747-1822).
Os primeiros governantes do Melicado de Jaraberde, os melique-israélidas, descendiam dos Haçane-Jalaliãs. O patriarca desta casa, melique Israel, viveu na segunda metade do século XVII. Os membros do clã passaram a ser chamados de melique-israélidas em homenagem ao seu nome. A residência do iscano era a fortaleza de Jaraberde, bem como a antiga fortaleza de Mokhratagh e a fortaleza de Mayrak’aghak’ (K’aghak’ategh).
A partir do final do século XVII, uma parte do Melicado de Tsar também passou a fazer parte do Melicado de Jaraberde. Aqui estava o mosteiro de Yerits Mankants (de meados do século XVII até 1800 foi a sede do Catolicato de Ganzasar), bem como Dadivank, um dos dois famosos complexos monásticos da Artsaque medieval.

## Meliques
1. Melique Isaias (ca. 1687-1728);
2. Melique Alaghuli (ca. 1730 - m. 1749);
3. Melique Hatam (1750-1783);
4. Melique Medjlum (1783-1796);
5. Rostom (1796-1798);
6. Melique Hatam B (1798-1814);
7. Hovhannes (Melique Vani Atabequiã) (1814-1854).